# Ricardo Caballero
Ricardo Caballero (Ballesteros, 5 de diciembre de 1876 - Rosario, 16 de julio de 1963) fue un médico y político argentino, que fue vicegobernador de la provincia de Santa Fe en 1912, en las primeras elecciones realizadas de acuerdo con la Ley Sáenz Peña, y fue posteriormente diputado y senador de la Nación.

## Biografía

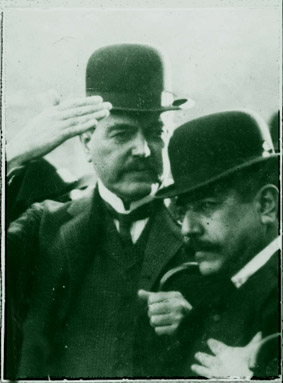
Hipólito Yrigoyen (izquierda) con Ricardo Caballero (derecha)

Nacido en Ballesteros, un pueblo de la provincia de Córdoba, se recibió de profesor en la Escuela Normal de Paraná y de médico en la Universidad Nacional de Córdoba. Durante algunos años ejerció la docencia en la ciudad de Córdoba, incluso en el Colegio Nacional de Monserrat, hasta que se radicó en Rosario hacia 1905.
Militó en la Unión Cívica Radical y tuvo alguna participación en la revolución radical de 1905. En 1912, poco después de sancionada la Ley Sáenz Peña, que organizaba el voto secreto y obligatorio, fue elegido vicegobernador de la provincia de Santa Fe, acompañando a Manuel Menchaca. En 1916 fundó una línea interna, la Unión Cívica Radical Disidente, que se enfrentó al liderazgo de Hipólito Yrigoyen y dio la victoria electoral a Rodolfo Lehmann para gobernador provincial. En las elecciones presidenciales, los radicales disidentes votaron a Yrigoyen para presidente.
Ese mismo año fue elegido diputado nacional por su provincia de adopción. En 1919 fue elegido senador nacional, y fue uno de los líderes del antipersonalismo, enfrentándose al presidente Yrigoyen. Durante su gestión tuvo varias brillantes intervenciones oratorias, que trataban principalmente la política ferroviaria y la cuestión de límites entre su provincia y el Territorio Nacional del Chaco.
Se reconcilión con el yrigoyenismo en 1928, y fue nombrado jefe de policía de Rosario. En ejercicio de ese cargo tomó repetidamente partido por los obreros en huelga y se negó a reprimirlos, lo que le ganó el odio de los patronos y los políticos conservadores. Fue expulsado del cargo y arrestado como resultado del golpe de Estado de 1930.
Desde 1929 fue profesor en la Facultad de Medicina de la Universidad Nacional de Rosario, cargo que ocupó hasta su jubilación en 1956.
Tras la caída de Yrigoyen, fundó la Unión Cívica Radical de Santa Fe, brazo del antipersonalismo, y apoyó la candidatura presidencial de Agustín Pedro Justo. Fue presidente de la Caja Nacional de Ahorro Postal entre 1932 y 1936, y en 1937 fue nuevamente nombrado senador nacional, llegando a ser vicepresidente del Senado tras la muerte del presidente Roberto M. Ortiz.
Durante este período formó parte del revisionismo histórico y publicó varios folletos sobre Juan Manuel de Rosas. Durante la revolución del 43 se dedicó a la enseñanza de la historia, siguiendo la corriente revisionista. Sus estudios rescataban la herencia criolla y gauchesca en contraposición a la europeización generada por la inmigración masiva, y la historia del federalismo en contraste con la generación del 80 y su modernismo. Dejó una Biblioteca de la Medicina Clásica, que donó a la Universidad de Rosario, y escribió también varios volúmenes sobre historia de la medicina.
Falleció en su quinta junto a la estación El Gaucho, en las afueras de Rosario, en 1963.